# 陈曼云
陈曼云（1907年—1976年），女，广东南海人，中华人民共和国政治人物，曾任中华全国民主妇女联合会委员。

## 家庭
丈夫蔡楚生。